# 강력범죄
강력범죄(強力犯罪)는 폭력이나 무기를 사용하여 저지르는 범죄이다. 약어로 부르거나 해당 범죄자를 부를 때 강력범(強力犯)이라고 한다. 폭행ㆍ살인ㆍ방화ㆍ강도ㆍ절도ㆍ성폭력 등이 강력범죄에 해당한다.

## 강력범죄의 종류

### 방화의 죄
- 현주건조물등에의 방화죄
- 현주건조물방화치상죄
- 현주건조물방화치사죄
- 공용건조물등에의 방화죄
- 일반건조물등에의 방화죄
- 자기소유일반건조물등에의 방화죄
- 일반물건에의 방화죄
- 자기소유일반물건에의 방화죄
- 연소죄
- 진화방해죄

### 살인의 죄
- 살인죄
- 존속살해죄
- 영아살해죄
- 촉탁 승낙에 의한 살인등 죄
- 위계등에 의한 촉탁살인 등 죄
- 살인죄의 예비음모죄

### 상해와 폭행의 죄
- 상해
  - 상해죄
  - 존속상해죄
  - 존속중상해죄
- 상해치사죄
  - 존속상해치사죄
- 폭행
  - 폭행죄
  - 존속폭행죄
  - 특수폭행죄
  - 폭행치상죄
  - 폭행중상해죄
  - 존속폭행중상해죄
  - 폭행치사죄
  - 존속폭행치사죄
- 체포와 감금의 죄
- 체포감금죄
- 존속체포감금죄
- 중체포죄
- 중감금죄
- 존속중체포
- 존속중감금죄
- 특수체포죄
- 특수감금죄
- 존속특수체포죄
- 존속특수감금죄

### 협박의 죄
- 협박죄
- 존속협박죄
- 특수협박죄

### 약취와 유인의 죄
- 미성년자의 약취유인죄
- 영리등을 위한 약취, 유인, 매매등 죄
- 국외이송을 위한 약취, 유인, 매매등 죄
- 국외이송을 위한 약취, 유인, 매매등 죄의 예비음모죄
- 결혼을 위한 약취, 유인죄
- 약취, 유인, 매매된 자의 수수 또는 은닉죄
- 상습으로 약취, 유인, 매매된 자의 수수 또는 은닉 및 추행, 간음 또는 영리목적으로 약취, 유인, 매매된 자의 수수 또는 은닉죄

### 강간과 추행의 죄
- 강간죄
- 강제추행죄
- 준강간죄
- 준강제추행죄
- 강간등에 의한 상해·치상죄
- 강간등 살인죄

### 강도의 죄
- 강도죄
- 특수강도죄
- 준강도죄
- 준특수강도죄
- 인질강도죄
- 강도상해죄
- 강도치상죄
- 강도살인죄
- 강도치사죄
- 강도강간죄
- 해상강도죄
- 해상강도상해치상죄
- 해상강도살인죄
- 해상강도치사죄
- 상습강도죄
- 상습특수절도죄
- 상습인질강도죄
- 상습해상강도죄
- 강도죄의 예비음모죄

### 공갈의 죄
- 공갈죄